# Callerinnys combusta
Callerinnys combusta är en fjärilsart som beskrevs av W. Warren 1893. Callerinnys combusta ingår i släktet Callerinnys och familjen mätare. Inga underarter finns listade i Catalogue of Life.